# Lamprocryptus menticula
Lamprocryptus menticula là một loài tò vò trong họ Ichneumonidae.